# Upośledzenie zdolności niewerbalnego uczenia się
Upośledzenie zdolności niewerbalnego uczenia się (NLD, NVLD, Nonverbal Learning Disabilities) – zaburzenie uczenia się (właściwiej wada neurologiczna) przypominające całościowe zaburzenie rozwoju, mające podłoże najprawdopodobniej związane z zaburzonym funkcjonowaniem prawej półkuli mózgu (uszkodzeniem istoty białej).
Nie zostało sklasyfikowane w ICD-10 i DSM-IV (specyficzne i nieokreślone zaburzenie uczenia się). Pod pewnymi względami przypomina zespół Aspergera (który bywa nazywany jego skrajną formą, 80% osób z ZA wykazuje objawy NLD), a prawdopodobnie 51% osób z ZA cierpi także na NLD. Obydwa zaburzenia łatwo pomylić. Po raz pierwszy wspomniane przez Johnsona i Myklebusta w latach 1970. Dokładniej opisane w 1985 i 1995 r. przez B. Rourke’a. Niekiedy za najlepszy wiek na jego zdiagnozowanie uznaje się 9 lat (dla autyzmu dziecięcego 3 – 3,5, a ZA – 6). Czasami bywa uznawany za pojęcie neuropsychologiczne, a nie zaburzenie psychiatryczne. Rozpowszechnienie spektrum NLD może okazać się bardzo duże – od 1 do 5% w całkowitej populacji do nawet 10% w szkołach specjalnych.
Całkowicie błędne jest uważanie tego zaburzenia za mniej poważne i upośledzające od CZR, w niektórych przypadkach może być wręcz odwrotnie (jest to tym bardziej prawdopodobne, im bardziej pokrywają się objawy NVLD czy np. ZA lub PDA).

## Podstawowe objawy
- wcześnie rozwinięta mowa i bogate słownictwo (talent językowy, np. do ortografii i gramatyki)
- poważne problemy z równowagą oraz bardzo duże trudności grafomotoryczne
- brak umiejętności wyobrażeniowych, słaba pamięć wzrokowa i umiejętności przestrzenne
- brak umiejętności posługiwania się językiem pozawerbalnym
- nadwrażliwość zmysłów
- trudności w rozwiązywaniu problemów, planowaniu decyzji

Inne objawy i cechy mogące świadczyć o obecności NLD są bardzo podobne do charakterystyki ZA:
- silna wrażliwość na dźwięki lub hałas
- proste, repetytywne aktywności motoryczne
- silna preferencja werbalnego stylu uczenia się z wyraźnymi problemami w odczytywaniu informacji niewerbalnych
- trudności w kontaktach rówieśniczych
- dosłowne interpretacje wypowiedzi i problemy w rozumieniu żartów, przenośni, sarkazmu, ironii
- mało aktywności ruchowych, dużo czytania
- trudności w akceptowaniu zmian i przystosowaniu się do nich
- słaby kontakt wzrokowy
- zachowania stereotypowe

## Różnice pomiędzy NLD a zespołem Aspergera i innymi poważnymi zaburzeniami
Różnice pomiędzy ZA i NLD są bardzo niewyraźne. U osób z NLD również mogą występować pewne zachowania charakterystyczne dla ZA, np. wąskie i obsesyjne zainteresowania, rytuały i czynności rutynowe (ZOK). Dla niektórych osób z NLD czynności rutynowe mogą stanowić pozytywne przeżycia, niemające charakteru natręctw. Łatwo jest dokonać takiej pomyłki ze względu na to, że występowanie rytuałów (bez specyficznych zainteresowań i stereotypii) przy złych kontaktach społecznych i słabym poziomie komunikacji niewerbalnej powoduje, że osoba spełnia kryteria ZA. Tony Attwood stwierdził nawet, że „różnica między ZA i NLD to tylko kwestia zapisu”. Zaburzenie to nie jest jedynie połączeniem dyssemii i zaburzenia wizualno-przestrzenno-motorycznego (VSMD), lecz może być uznawane za zaburzenie ze spektrum autyzmu (jest to temat sporny). Niektóre osoby z NLD mogą mieć wysokie umiejętności wizualne czy motoryczne. NLD prawdopodobnie pojawi się w DSM-V – najpewniej jako zaburzenie uczenia się, a nie jednostka ze spektrum autyzmu.

### Kontrowersje
David Dinklage stwierdził, że w NLD mogą występować także inne cechy zwykle uważane za nieobecne w tym zaburzeniu, np. stereotypowe zachowania i magiczne wierzenia. Mogło to jednak mieć związek np. z tym, że u dziecka stwierdzono nie tylko NLD, ale i np. ZA. Ten sam autor pisze, że dzieci z ZA zwykle nie bawią się zabawkami jako rzeczami, które one reprezentują. Jest to związane z deficytem wyobraźni, myślenia abstrakcyjnego i teorii umysłu. W Ameryce Północnej NLD diagnozuje się stosunkowo często, a niektóre dzieci ze zdiagnozowanym NLD mają charakterystyczne dla autyzmu cechy, jak wysokie umiejętności wizualno-przestrzenne czy silne zainteresowanie mapami, co w związku z lepiej rozwiniętą teorią umysłu przypomina „autyzm imaginujący”, a nazwa „zaburzenie uczenia się niewerbalnego” mogłaby być używana tylko i wyłącznie w odniesieniu do samych specyficznych zaburzeń rozwoju (np. nieumiejętność czytania wykresu) bez specyficznych właściwości emocjonalnych i behawioralnych.
Być może termin ten jest mylnie stosowany w stosunku do osób, które wykazują silne cechy autystyczne, ale wysokie umiejętności rozumienia. Może to być spowodowane zmianami genetycznymi podobnymi do wywołujących typowe cechy autystyczne, którym jednak nie towarzyszą zmiany skutkujące utratą zdolności myślenia abstrakcyjnego. Być może osoby te mają nieopisane, nienazwane i niesklasyfikowane jeszcze zaburzenia. Wśród ludzi z NLD jest mało osób leworęcznych, a obraz zaburzenia może wtedy być wyraźnie inny. Niekiedy za ważną różnicę pomiędzy ZA i NLD podaje się to, że dzieci z NLD mają trudności z rozpoznaniem przedmiotów z zamkniętymi oczami. Potwierdza to słuszność umieszczania NLD w spektrum autyzmu, podobnie jak innych zaburzeń z reguły nieuznawanych za CZR (np. zaburzenie semantyczno-pragmatyczne czy hiperleksja).

### Zaburzenie ze spektrum autyzmu i CZR?
Jedno na 3 dzieci z diagnozą obecnego NLD spełnia kryteria zaburzeń ze spektrum autyzmu i może być zaklasyfikowane w ten sposób. Zdiagnozowany syndrom prawdopodobnie nie jest tożsamy z ZA; być może jest cięższą formą NLD, urastającą jednocześnie do miana autentycznego całościowego zaburzenia rozwoju (termin ten przez niektórych bywa uważany za tożsamy z ASD), a więc zaburzenia równie poważnego, co ZA lub nawet poważniejszego (połączenie zaburzeń uczenia się, CZR z ASD). Należy także podkreślić, że dzieci z NLD mają wysokie ryzyko zaburzeń emocjonalnych, niekiedy uznawane za większe niż w ZA.

### NLD a schizofrenia
Dzieci z NLD mogą nawet spełniać kryteria osobowości schizotypowej – choroby ze spektrum schizofrenii (F21). Może to także wynikać z tendencji tych dzieci do konkretnego, dosłownego myślenia. W obydwu zaburzeniach dochodzi zwykle do zaburzeń pamięci wzrokowej, a osoby te uczą się słowami.
Często występuje także dosyć wyraźne podobieństwo pomiędzy NLD a schizofrenią prostą (F20.6). Wiele osób z NLD ma zawsze trudności z nawiązaniem kontaktów społecznych, a w dorosłości mają one tendencję do zapadania na depresję lub izolowania się od społeczeństwa, zaniedbywania higieny, są niezbyt sprawne fizycznie, przy czym ich zainteresowania są nie tak wyraźne jak w przypadku ZA. Na dodatek wiele osób z NLD ma talenty związane z naukami humanistycznymi i trudności w komunikacji niewerbalnej. Sprawia to, że opis zaburzenia bardzo przypomina wspomnianą wcześniej postać schizofrenii i wiele osób ze zdiagnozowaną schizofrenią prostą może mieć tak naprawdę przede wszystkim NLD.

## Diagnostyka
W Polsce jest to zaburzenie diagnozowane rzadko; w niektórych miejscach diagnoza ta nie jest wydawana, ponieważ nie znajduje się ona w DSM-IV lub ICD-10. Osoby wykazujące cechy NLD często otrzymują rozpoznanie ZA.

## Nieodpowiednia terminologia?
Nazwa „zaburzenie uczenia się” jest złudna (wręcz błędna i nieadekwatna); osoby z NLD doświadczają bowiem znacznie większych trudności niż ci, którzy mają np. dysleksję. Być może nazwa ta powinna zostać zarezerwowana dla tak zwanego „rozwojowego zespołu Gerstmanna” – zaburzenia w znacznym stopniu utrudniającego naukę matematyki i mającego szkodliwy wpływ na zdolności manualne.
W związku z tym najlepszym rozwiązaniem byłoby zaliczenie NLD nie do specyficznych zaburzeń uczenia się (F81.X) – jest to lekceważenie złożonych problemów tych osób, lecz do objawów chorobowych w rozdziale R (np. w ICD-10 dysleksja rozwojowa jako R48, a nie F81.X). Lepiej odzwierciedla to charakter zaburzenia (jako wady neurologicznej), która nie dotyczy jedynie umiejętności szkolnych, w przeciwieństwie do dysortografii (F81.1) czy dyskalkulii (F81.2).

### NLD i dyssemia
Dla określenia zespołu powodującego zaburzenia społeczne spotykane z NVLD używana jest niekiedy nazwa dyssemia, która określa nie zaburzenie umiejętności szkolnych, lecz niezdolność do odpowiedniego reagowania w sytuacjach społecznych.
Istnieje duże prawdopodobieństwo, że nazwa NLD jest nadużywana do określania przypadków powyższego zaburzenia, co wprowadza w błąd (zaburzenie umiejętności szkolnych – uczenia się okazuje się uszkadzać przede wszystkim funkcjonowanie społeczne).

## Powikłania
Jest to zaburzenie przetwarzania informacji przez mózg. Osoby z tym zaburzeniem mają duże trudności w kontaktach społecznych, często także poważne i bardzo przykre zaburzenia nerwicowe (zwłaszcza zaburzenie obsesyjno-kompulsyjne), tiki, depresje, bezsenność. Większość osób z NLD jest mało sprawna fizycznie. Ludzie z NLD mają trudności z planowaniem decyzji czy odczytywaniem wykresów. Osobom tym wszystko trzeba objaśniać słowami, ponieważ inne metody uczenia się są u nich upośledzone.